# Asperula szovitsii
Asperula szovitsii är en måreväxtart som beskrevs av Friedrich Ehrendorfer och Schönb.-tem.. Asperula szovitsii ingår i släktet färgmåror, och familjen måreväxter. Inga underarter finns listade i Catalogue of Life.